# Субпрефектура Вила-Мариана
Субпрефектура Вила-Мариана (порт. Subprefeitura da Vila Mariana) — одна из 31 субпрефектур города Сан-Паулу, находится в северо-восточной части города. Общая площадь 26,5 км². Численность населения — 295 719 жителей.
В составе субпрефектуры Вила-Мариана 3 округа:
- Вила-Мариана (Vila Mariana)
- Моэма (Moema)
- Сауди (Saúde)